# 消しカス
消しカス（けしカス）は消しゴムを使った後に出るカスのこと。けしかす、消し滓などとも表記する。また消しくずなどともいう。

## 概要

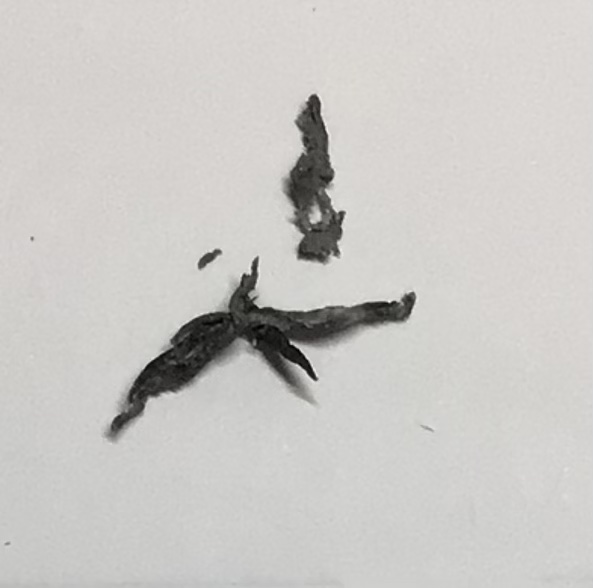
消しカスの写真

消しカスは、消しゴムの表面に付着した鉛筆の炭素が柔らかくなったものが剥がれ落ちたもの。
主成分は消しゴム本体と変わらずポリ塩化ビニルが主。
練ると練り消しになる。
ノートなどに散らばると作業の邪魔になることがあるが現在はクリーナーや自身で消しカスをとることのできる特殊な消しゴムも販売されている。

## 歴史
1770年にイギリスの化学者ジョゼフ・プリーストリーが消しゴムを発明した。これにより、消しゴムによる消しカスも誕生した。
2004年6月にケシカスくんの連載が開始された。
2018年11月には消しクズが磁石で集められる『磁ケシ』がクツワ株式会社から発売された。
また、詳細時期不明であるが近年は消しカスを掃除する卓上クリーナーも用いられている。

## その他

### 消しカスを扱った作品
- ケシカスくん - 村瀬範行による漫画作品。主人公のケシカスくん自体は消すことの好きな消しゴムであり消しカスではない。
- 消しかすの花 - 八王子ShortFilm映画祭でノミネートされた、2020年に小池匠監督により制作された18分の短編映画[7]。

### その他
- ギネス世界記録に消しカスを消しゴムでこすってつなげて、最も長い消しゴムのかすの紐を作るというLongest eraser shaving （最も長い消しゴム削り）という消しカスに関する項目がある。市販のMONO消しゴムを用い、2014年3月8日に当時中学生であった日本の田中優光が9.19mという記録をたてている。[8]
- 消しカスアートという立体アートがある。消しカスアートで反響を呼んだ現代美術作家の入江早那は絵画などの印刷物を消しゴムで消し、そのとき出た消しゴムのカスをもとに、消した印刷物の立体オブジェを制作した。特に『カンノンダスト（菊理媛神）』は大きな反響を呼んだ[9]。入江早那は新型コロナウイルス収束を願い広島市で消しカスアートの個展を2021年1月に開いた[10]。
- 2016年の第1回大辞泉が選ぶ新語大賞で最終候補となった新語の一つである[11]。